# U–9 (második világháborús tengeralattjáró)
Az U–9 német tengeralattjárót 1935. július 30-án bocsátották vízre Kielben. Tizenkilenc harci küldetésben vett részt, és nyolc hajót süllyesztett el. Iskolahajóként is használták.

## Pályafutása
Az U–9 az 1. Tengeralattjáró Flottillában kezdte pályafutását, ahol iskolahajóként használták. 1940. január 1. és június 30- között aktív szolgálatra osztották be. Ezt követően négy hónapig a 24. flottilla, majd másfél éven át a 21. flottilla kiképzési céljait szolgálta. 1942. október 28-ától pusztulásáig a 30. flottilla kötelékében teljesített járőrszolgálatot.

### 1940
A tengeralattjáró 1940-ben hat harci küldetést teljesített Wolfgang Lüth parancsnokságával. Nyolc hajót, köztük egy hadihajót süllyesztett el, amelyek összesített vízkiszorítása 17 221 brt volt.
Az U–9 január 18-án és 19-én két svéd, vagyis semleges hajóval végzett az Északi-tengeren. Első áldozata a Flandria volt, amely Göteborgból Amszterdamba tartott általános szállítmányával. A 21 tagú legénységből mindössze négyen élték túl a támadást. Ezt követően a Patria nevű gőzöst torpedózta meg, amely szénnel, papírral és aszfalttal hajózott. A fedélzeten tartózkodó 23 emberből 19 a tengerbe veszett.
Február 11-én a tengeralattjáró egy észt hajót, a szénszállító Lindát süllyesztette el, az Északi-tengeren. A torpedó robbanása után a hajó kettétört, és négy percen belül elsüllyedt. A búvárhajó aknákat is telepített, ezek áldozata lett három hónappal később a San Tiburcio brit tanker, amely 2193 tonna fűtőolajjal igyekezett Invergordonba.
Május 9-én, Hollandiához közel a német búvárhajó megtorpedózta a felszínen haladó francia tengeralattjárót, a Dorist. A robbanás után a tengeralattjáró egy percen belül elsüllyedt, hullámsírba rántva valamennyi tengerészét, 45 embert. Két nap múlva az észt Villu következett a belga partok előtt, amely Antwerpenből Miamiba tartott. Húszfős legénységének 15 tagja életét vesztette. Ezen a napon az U–9 hullámsírba küldte a brit Tringa gőzöst is, amely 1000 tonna foszfáttal és 1200 tonna vasérccel tartott Glasgow-ba. A 23 fős legénységből csak hatan élték túl a támadást.
Május 23-án, mintegy 30 kilométerre Zeebruggétől az U–9 két torpedót lőtt a belga Sigurd Faulbaumra, amelyet két hajó vontatott. A robbanásban a gőzös kettétört, és elsüllyedt.

### 1942-1944
1942. október 28-án a tengeralattjárót átvezényelték a Konstanca központú 30. flottillához, és a Fekete-tengeren járőrözött. Tizennyolcadik harci küldetésén, 1944. május 11-én az U–9 rátámadt egy konvojra a tenger keleti partjainak közelében, és megrongálta a Storm szovjet torpedónaszádot. A hajót sikerült kikötőbe vontatni.
1944. augusztus 20-án a tengeralattjáró bombatalálatot kapott Konstancánál, és elsüllyedt. Október 22-én a szovjetek kiemelték a roncsot, és Mikolajivbe vontatták. 1945. április 19-én TS–16-ra nevezték át, és úgy tervezték, hogy átépítik. Végül 1946. december 12-én a hajót veszteségként leírták, majd feldarabolták.

## Kapitányok
| Név                           | Kezdőnap             | Zárónap              |
| ----------------------------- | -------------------- | -------------------- |
| Hans-Günther Looff            | 1935. augusztis 21.  | 1936=1837            |
| Werner von Schmidt            | 1935. szeptember 30. | 1937. október 1.     |
| Ludwig Mathes                 | 1937. október 1.     | 1939. szeptember 18. |
| Max-Martin Schulte            | 1939. szeptember 19. | 1939. december 29.   |
| Wolfgang Lüth                 | 1939. december 30.   | 1940. június 10.     |
| Wolfgang Kaufmann             | 1940. június 11.     | 1940. október 20.    |
| Joachim Deecke                | 1940. október 21.    | 1941. június 8.      |
| Hans-Joachim Schmidt-Weichert | 1941. július 2.      | 1942. április 18.    |
| Hans-Joachim Schmidt-Weichert | 1942. október 28.    | 1943. szeptember 15. |
| Heinrich Klapdor              | 1943. szeptember 16. | 1944. március 31.    |
| Martin Landt-Hayen            | 1944. április 5.     | 1944. áprilisn 6.    |
| Klaus Petersen                | 1944. április 7.     | 1944. június         |
| Heinrich Klapdor              | 1944. június         | 1944. augusztus 20.  |

## Őrjáratok
| Indulás       | Indulónap           | Érkezés       | Zárónap              |
| ------------- | ------------------- | ------------- | -------------------- |
| Wilhelmshaven | 1939. augusztus 25. | Kiel          | 1939. szeptember 15. |
| Kiel          | 1940. január 16.    | Wilhelmshaven | 1940. január 22.     |
| Wilhelmshaven | 1940. február 5.    | Helgoland     | 1940. február 14.    |
| Wilhelmshaven | 1940. március 14.   | Wilhelmshaven | 1940. március 20.    |
| Wilhelmshaven | 1940. április 4.    | Kiel          | 1940. április 24.    |
| Kiel          | 1940. május 5.      | Wilhelmshaven | 1940. május 15.      |
| Wilhelmshaven | 1940. május 16.     | Kiel          | 1940. május 30.      |
| Konstanca     | 1942. november 11.  | Konstanca     | 1942. december 1.    |
| Konstanca     | 1942. december 19.  | Konstanca     | 1943. január 7.      |
| Konstanca     | 1943. február 3.    | Konstanca     | 1943. március 3.     |
| Konstanca     | 1943. április 17.   | Konstanca     | 1943. május 10.      |
| Konstanca     | 1943. május 20.     | Konstanca     | 1943. június 12.     |
| Konstanca     | 1943. augusztus 26. | Konstanca     | 1943. szeptember 10. |
| Konstanca     | 1943. október 2.    | Konstanca     | 1943. november 6.    |
| Konstanca     | 1943. november 28.  | Konstanca     | 1943. december 25.   |
| Konstanca     | 1944. február 21.   | Konstanca     | 1944. február 28.    |
| Konstanca     | 1944. március 23.   | Konstanca     | 1944. április 6.     |
| Konstanca     | 1944. április 26.   | Konstanca     | 1944. május 28.      |
| Konstanca     | 1944. július 15.    | Konstanca     | 1944. augusztus 11.  |

## Elsüllyesztett és megrongált hajók
| Dátum             | Hajó neve       | Nemzetisége        | Brt  |
| ----------------- | --------------- | ------------------ | ---- |
| 1940. január 18.  | Flandria        | Svédország         | 1179 |
| 1940. január 19.  | Patria          | Svédország         | 1188 |
| 1940. február 11. | Linda           | Észtország         | 1213 |
| 1940. május 4.    | San Tiburcio*   | Egyesült Királyság | 1179 |
| 1940. május 9.    | Doris**         | Franciaország      | 522  |
| 1940. május 11.   | Villu           | Észtország         | 1908 |
| 1940. május 11.   | Tringa          | Egyesült Királyság | 1930 |
| 1940. május 23.   | Sigurd Faulbaum | Belgium            | 3256 |
| 1944. május 11.   | Storm***        | Szovjetunió        | 412  |

* A hajót a tengeralattjáró által telepített akna süllyesztette el

** Tengeralattjáró

*** Megrongált hadihajó